# بحيرة كونستانس
بحيرة كونستانس (بالألمانية: Bodensee)، هي ثلاثة مسطحات مائية تقع على نهر الراين عند القدم الشمالي لجبال الألب، تتكون من بحيرة كونستانس العليا، بحيرة كونستانس السفلى، وجزء من نهر الراين يسمى زيراين (حرفيًا: "راين البحيرة/البحيرات"). تقع هذه المسطحات المائية ضمن حوض بحيرة كونستانس في المنطقة الأمامية لجبال الألب حيث يجري نهر الراين. من الجدير بالذكر أن بحيرة ميندلزي القريبة لا تعتبر جزءًا من بحيرة كونستانس.
تقع البحيرة في منطقة تلتقي فيها حدود ثلاث دول: ألمانيا، سويسرا، والنمسا. تمتد شواطئها عبر الولايات الألمانية بادن-فورتمبيرغ وبافاريا، والكانتونات السويسرية سانت غالن، وتورغاو، وشافهاوزن، وولاية فورارلبيرغ النمساوية. ومع ذلك، فإن المواقع الفعلية للحدود بين الدول داخل البحيرة ما زالت موضوعًا للنزاع.
يشكل نهر الراين الألبي [الإنجليزية] الحدود بين سويسرا والنمسا ويغذي البحيرة من الجنوب. ثم يتدفق نهر الراين العالي غربًا عبر البحيرة ويشكل الحدود بين ألمانيا وسويسرا (باستثناء كانتون شافهاوزن، ورافزرفيلد، وبازل-شتات) حتى مدينة بازل. كما يشكل نهر ليبلاخ [الإنجليزية] الحدود بين النمسا وألمانيا في الجزء الشرقي من البحيرة.
أكبر المدن الواقعة على البحيرة العليا هي كونستانس، فريدريشسهافن، بريغنز، لينداو، أوبرلينغن، وكرويزلينغن. أكبر مدينة على البحيرة السفلى فهي رادولفزيل. أما الجزر الأكبر في البحيرة فهي رايشيناو في البحيرة السفلى، ولينداو وماينو في البحيرة العليا. تفصل شبه جزيرة بودانروك [الإنجليزية] الكبيرة بين البحيرتين العليا والسفلى.
على الرغم من أن البحيرة تُسمى في اللغة الإنجليزية واللغات الرومانسية نسبة إلى مدينة كونستانس، فإن الاسم الألماني مشتق من قرية بودمان (بلدية بودمان-لودفيغسهافن) الواقعة في الركن الشمالي الغربي للبحيرة.

## أعلام
- هاينرش كلينغ

## اقرأ أيضا
- جزيرة مايناو
- بحيرة كونيجسي